# Список топонимов и персонажей мифов Ионического моря

## Топонимы
Рать из Дулихии, рать с островов Эхинадских священных,
Тех, что за морем широким лежат против брега Элиды,
Мегес Филид предводил, ратоборец, Арею подобный,
Сын любимца богов, конеборца Филея, который
Некогда в край Дулихийский укрылся от гнева отцова.
Сорок за ним кораблей, под дружиною, черных примчалось.
(Гомер. Илиада II 625—630)

Царь Одиссей предводил кефалленян, возвышенных духом,
Живших в Итаке мужей и при Нерите трепетолистном;
Чад Крокилеи, пахавших поля Эгилипы суровой,
В власти имевших Закинф и кругом обитавших в Самосе,
Живших в Эпире мужей, и на бреге противолежащем,-
Сих предводил Одиссей, советами равный Зевесу;
И двенадцать за ним принеслось кораблей красноносых.
(Гомер. Илиада II 631—637)
- Аретуса (Ἀρέθουσα). Источник на Итаке, где пасется стадо Евмея[1].
- Астерида (Ἀστερίς). Описанный Гомером остров между Замом и Итакой[2], которого там нет.
- Дулихий (Δουλίχιον). Остров[3].
- Закинт (Закинф, Ζάκυνθος). Остров[4]. Согласно Бокху, за 200 лет до падения Трои из Закинфа выведена колония в Сагунт, и привезено изображение в храм Артемиды в Сагунте, в храме были балки из можжевельника[5].
- Итака (Ἰθάκη, дор. Ἰθάκα). Остров[6]. Пещеру нимф, описанную Гомером[7], раскопали археологи в 1930-е годы, там же нашли 12 бронзовых треножников[8]. Пещеру нимф упоминал Артемидор из Эфеса[9].
- Кефалления (Κεφαλληνία, ион. Κεφαλληνίη). Остров[10]. Гомер называет его Самосом[11].
- Псофида (Ψωφίς). Акрополь на острове Закинф, так как город там основал выходец из Псофиды Закинф[12].
- Нерик (Νήρῐκος). Город на Левкаде, захваченный Лаэртом[13].
- Нерит (Νήρῐτον). Гора на Итаке[14].
- Сама (Σάμη). Остров[15]. См. Кефалления.
- Тафос (Τάφος). Остров[16].
- Тафийцы (Τάφιοι). Жители[17].
- Телебои. Народность[18]. Некогда населяли остров Капреи[19].
- Эн (Αἶνος). Гора на Кефаллении, где было святилище Зевса Энейского[20].
- Эхинадские острова (Ἐχινάδες, Θοαὶ (νῆσοι), Ὀξεῖαι)[21]. В микенских текстах есть слово e-ki-no «еж»[22].

## Керкира
Античная традиция практически единогласно отождествляла остров феаков, описанный в «Одиссее», с Керкирой. У ученых нового времени этот вопрос вызывает большие разногласия.

### Царская династия
- Алкиной (Ἀλκίνοος).
- Арета (Ἀρετή «доблесть, мужество»).
- Галионт. Феакиец, сын Алкиноя[23].
- Евримедонт (Εὐρῠμέδων). Властитель гигантов[24]. Погубил свой народ. Отец Перибои[25]. Есть рассказ у Евфория, что это царь титанов, который изнасиловал Геру до замужества, и она родила Прометея, а Зевс низверг Евримедонта в Тартар[26].
- Керкира (мифология).
- Клитонеон. Феакиец. Сын Алкиноя[27].
- Лаодамант (Лаодам, Λᾱοδάμᾱς)[28] Феакиец, сын Алкиноя[29]. Победил в кулачном бою[30].
- Макрида (Μάκρις).
- Навсикая (Ναυσικάα).
- Навсифой (Ναυσίθοος, царь феаков).
- Перибея (гигантида)[31]. Дочь Евримедонта. Родила от Посейдона Навсифоя[32].
- Рексенор (сын Навсифоя). Убит Аполлоном вскоре после второго брака[33].
- Феак (Φαίαξ). Сын Посейдона и Керкиры. Царь. Отец Алкиноя[34].

### Другие персонажи
- Акроней. Феакиец[35].
- Амфиал. Феакиец. Сын Полинея, внук Тектона[36].
- Анабасиомен. Феакиец[37].
- Анхиал. Феакиец. Победил в состязании в прыжках[38].
- Гилл (Ὓλλος). Сын Геракла и Мелиты. Феакиец. Ушел в Кронийское море с отрядом феакийцев, там его убили менторы[39]. По его имени феаки на берегах Адриатики именуются гиллеи. Гилл (сын Геракла)
- Демодок (Δημοδόκος).
- Димант. Феакиец. Облик его дочери приняла Афина[40].
- Евриал. Сын Навбола[41]. Феакиец. Победил в борьбе[42]. Подарил Одиссею меч[43].
- Евримедуса. (Эвримедуса, Εὐρῠμέδουσα) Служанка Навсикаи, из некоей земли Апейры[44] (у Жуковского — из Эпира).
- Мелита. Нимфа, дочь реки Эгея, из земли феаков. Родила от Геракла Гилла[45].
- Навбол. Отец феакийца Евриала[41].
- Навтий. Феакиец[37].
- Окиал. «быстрый» Феакиец[35].
- Полиб (Πόλῠβος). Феакиец, изготовил мяч[46].
- Полиней. (у Жуковского Политий.) Отец феакийца Амфиала[47].
- Понтей. Феакиец[36].
- Понтоной. Глашатай у феаков[48].
- Примней. Феакиец[37].
- Прореон. Феакиец[36].
- Тектон (Τέκτων). Дед феакийца Амфиала[47].
- Фоон. Феакиец[36].
- Эгей. Река, отец нимфы Мелиты[49].
- Элатрей. «гребец». Феакиец[35].
- Эретмей. «гребец». Феакиец[37]. Победил в метании диска[50].
- Эхеней. Старейший из феаков[51].

См. также:
- Диомед (Διομήδης, сын Тидея). На острове феаков убил дракона.
- Радаманф (Радамант, Ῥαδάμανθυς). Связан с феаками, плавал на их корабле.

Топонимы:
- Дрепана (Δρεπάνη). Название острова феаков, ибо феаки ведут род от крови Урана[52]. Ибо под островом серп и отсеченные части тела Крона[53]. Либо серп, которым Крон отсек член у Урана[54] (то же у Акусилая и Алкея[55]). Либо серп, которым Деметра научила титанов земледелию[56] (то же у Аристотеля и Каллимаха[55]).
- Керкира (Κέρκῡρα, поздн. Коркира, Κόρκυρα) Остров[57]. Имеет две гавани (Гомер, Фукидид. История и др.) См. Примечания Н. А. Чистяковой в кн. Аполлоний Родосский. Аргонавтика. М., 2001. С.215. Упоминается в микенских текстах: ko-ro-ku-ra-i-jo (керкирский)[58].
- Схерия (Σχερία, Σχερίη). Остров феаков. Согласно Каллимаху, Коркира[59]. Схерия
- Феаки (Φαίᾱκες, Φαίηκες). Племя[60][61] Составляли хор в трагедии Софокла «Феаки» (фр.675 Радт).
- Феакия. Название Коркиры[62]. Геродор называет Феакией египетский город Оазис[63].

## Закинф
- Агенор с Закинфа. Жених Пенелопы[4].
- Алкароп. С Закинфа. Жених Пенелопы[4].
- Андромед. С Закинфа. Жених Пенелопы[4].
- Антенор. С Закинфа. Жених Пенелопы[4].
- Архестрат. С Закинфа. Жених Пенелопы[4].
- Бартас. С Закинфа. Жених Пенелопы[4].
- Галий. С Закинфа. Жених Пенелопы[4].
- Гиппомах. С Закинфа. Жених Пенелопы[4].
- Даемон. С Закинфа. Жених Пенелопы[4].
- Десенор. С Закинфа. Жених Пенелопы[4].
- Евенорид. С Закинфа, жених Пенелопы[4].
- Евриал. С Закинфа, жених Пенелопы[4].
- Еврилох. С Закинфа. Жених Пенелопы[4].
- Закинф. Сын Дардана и Батии[64]. Выходец из Псофиды (Аркадия), первым переправился на остров и основал город[12]. Возлюбленный Аполлона[65].
- Индий. С Закинфа. Жених Пенелопы[4].
- Индий. С Закинфа. Жених Пенелопы[4] (в списке два тёзки).
- Кельт. С Закинфа. Жених Пенелопы[4].
- Клитий. С Закинфа, жених Пенелопы[4].
- Лаодик. С Закинфа. Жених Пенелопы[4].
- Лаомед. С Закинфа. Жених Пенелопы[4].
- Лаомедонт. С Закинфа. Жених Пенелопы[4].
- Лиокрит. С Закинфа. Жених Пенелопы[4].
- Магнет. С Закинфа. Жених Пенелопы[4].
- Минис. С Закинфа. Жених Пенелопы[4].
- Молеб. С Закинфа. Жених Пенелопы[4].
- Нисас. С Закинфа. Жених Пенелопы[4].
- Ниссей. С Закинфа. Жених Пенелопы[4].
- Олетрох (Олойтрох). С Закинфа. Жених Пенелопы[4].
- Ормен. С Закинфа. Жених Пенелопы[4].
- Пеллант. С Закинфа. Жених Пенелопы[4].
- Периалл. С Закинфа. Жених Пенелопы[4].
- Периклимен. С Закинфа. Жених Пенелопы[4].
- Перифант. С Закинфа. Жених Пенелопы[4].
- Полиб. С Закинфа. Жених Пенелопы[66]. Убит Евмеем[67].
- Полиб. С Закинфа. Жених Пенелопы[4]. (тёзка предыдущего)
- Полидор. С Закинфа. Жених Пенелопы[4].
- Проном. С Закинфа. Жених Пенелопы[4].
- Стратий. С Закинфа. Жених Пенелопы[4].
- Тадитий. С Закинфа. Жених Пенелопы[4].
- Теофрон. С Закинфа. Жених Пенелопы[4].
- Френий. С Закинфа. Жених Пенелопы[4].
- Френий. С Закинфа. Жених Пенелопы[4] (тёзка предыдущего).

## Итака

### Царская династия
- Акусилай. По версии, сын Одиссея и Пенелопы[68]. В другом чтении Аркесилай[69]. Возможно, связь с именем киренских царей.
- Антиклея (Ἀντίκλεια).
- Аркисий (Аркесий, ᾽Αρκείσιος).
- Евриодия (Эвриодия). По версии, родила от Зевса Аркисия[70].
- Каллисто (или Чечевица.) Согласно Мнасею и Лисимаху, сестра Одиссея[71].
- Кассифона (Касифона). Дочь Одиссея и Кирки. Когда Телемах убил Кирку, стала женой Телемаха и убила Телемаха[72].
- Лаэрт (Λᾱέρτης). Отец Одиссея.
- Одиссей (Ὀδυσσεύς, έως, эп. тж. Ὀδυσήϊος или Ὀδῠσεύς). Сын Лаэрта.
- Пенелопа (Πηνελόπη)). Жена Одиссея.
- Полипорт. Сын Одиссея и Пенелопы, родившийся после его возвращения на Итаку[73]. Согласно поэме «Феспротиды», его звали Птолипорт[74]. Полипорт
- Телегон (Τηλέγονος).
- Теледам. По некоторым, так звали Телегона[68].
- Телемах (Τηλέμᾰχος).
- Халкомедуса. Жена Аркисия, мать Лаэрта[70].

### Другие лица
- Агелай. Сын Дамастора. Один из женихов Пенелопы[75]. Убит Одиссеем[76].
- Адамаст. Отец итакийца Ахеменида[77].
- Алким. Отец Ментора[78].
- Амфиал. С Итаки. Жених Пенелопы[79].
- Амфимах. Из Итаки, жених Пенелопы[79].
- Амфимедонт. С Итаки. Сын Меланфа[80]. Жених Пенелопы[81]. Ранил Телемаха, но убит им. В Аиде его душа встречает Агамемнона[80].
- Антиной (сын Евпифа, Ἀντίνοος).
- Антифонт. (у Жуковского Антифат). Житель Итаки, верный Одиссею[82].
- Антифонт. Сын Египтия. Спутник Одиссея, убит Полифемом[83].
- Аристрат. С Итаки. Жених Пенелопы[79].
- Арнеон. (Арней.) Нищий с Итаки, по прозвищу Ир[84]. Побежден Одиссеем[85].
- Ахеменид (Ἀχαιμενίδης)[86]. С Итаки. Сын Адамаста. Спутник Одиссея. Спасся от Полифема. Выброшен на берег и спасен Энеем[87]. en:Achaemenides
- Галиферд. (Алиферс.)[88] Сын Мастора. Прорицатель с Итаки[89].
- Гарпал. Спутник Одиссея. Участник Троянской войны. Убит Еврипилом[90].
- Гелен. С Итаки. Жених Пенелопы[79].
- Дамастор. Итакиец, отец Агелая[75].
- Дулихией. С Итаки. Жених Пенелопы[79].
- Евпиф (Эвпиф/Эвпейф/Эвпейт, Εὐπείθης)[91] Отец Антиноя[92]. Некогда спасен Одиссеем[93]. Убит Лаэртом[94]. Евпиф
- Еврибат (Εὐρυβάτης)[95]. Итакийский глашатай[96]. Вестник Одиссея. Изображен на картине Полигнота в Дельфах[97].
- Еврилох (Εὐρύλοχος).
- Евримах (сын Полиба, др.-греч. Εὐρύμαχος).
- Еврином. С Итаки. Сын Египтия[98]. Жених Пенелопы[99]. Еврином (демон)
- Египтий[100]. Итакиец, отец Антифонта и Евринома[101].
- Икмалион. Ремесленник, изготовивший стул Пенелопы из слоновой кости и серебра[102]
- Ир (Ἶρος). Нищий с Итаки. Прозвище Арнеона (Ἀρναῖος)[84]. Одиссей одолел его в борьбе[103]. en:Irus
- Итак. Житель Итаки древних времен[104].
- Клитий. Итакиец. Отец Пирея[105]. В его дом Телемах просит отнести подарки Менелая[106]. Отождествляется с сыном Алкмеона[107]. en:Clytius
- Ктесипп. С Итаки, жених Пенелопы[79].
- Лиод. С Итаки. Жених Пенелопы[79].
- Левк. Спутник Одиссея, участник Троянской войны. Убит Антифом (сыном Приама)[108].
- Макарей (сын Нерита)[109]. Спутник Одиссея. Встретил Энея и Ахеменида[110].
- Мастор. Итакиец, отец Галиферда[89].
- Медонт[111]. Глашатай на Итаке[112]. Спасен Телемахом во время убийства женихов[113].
- Меланф. Итакиец, отец Амфимедонта[80].
- Ментор.
- Нерит. (у Жуковского Нерион.) Житель Итаки древних времен[104]. Отец итакийца Макарея[110].
- Ноемон. Сын Фрония. Итакиец, дал корабль Телемаху[114].
- Певсенор. (Певсенеор.) Глашатай на Итаке[115].
- Перимед. Товарищ Одиссея[116]. Изображен на картине Полигнота в Дельфах несущим черных баранов для жертвы[117].
- Пирей. Итакиец. Сын Клития. Друг Телемаха, в его доме гостит Феоклимен[105]. Пирей
- Пиррий. Герой итакийской легенды, выкупивший старого раба и вознагражденный за это[118].
- Полиб[119]. Итакиец, отец Евримаха[120].
- Поликтор. Итакиец прежних времен[104]. Отец Писандра[121].
- Промах. С Итаки. Жених Пенелопы[79].
- Проной. С Итаки. Жених Пенелопы[79].
- Терпий. Отец певца Фемия[122].
- Фемий[123]. Сын Терпия[122]. Певец на Итаке[124]. Одиссей пощадил его.
- Фроний. Отец итакийца Ноэмона[114].
- Элатон. Итакиец. Убит Евмеем[125].
- Элпенор.

### Рабы
- Автоноя. Служанка Пенелопы[126].
- Актор. Отец Евриномы (?), рабыни Пенелопы[127].
- Арг (пёс). (Аргос.) Пёс Одиссея[128]. Аргус (собака)
- Гипподамия. Служанка Пенелопы[126].
- Долион. Старый слуга в доме Одиссея. Упомянуты его 6 сыновей[129].
- Долион. Отец Меланфия и Меланфо[130]. Маловероятно, что тождествен предыдущему.
- Евмей.
- Евриклея.
- Евринома[131]. Ключница Пенелопы[132].
- Меланфий (сын Долия).
- Меланфо. (Меланто). Дочь Долия. Дерзкая служанка Пенелопы[133]. Любовница Евримаха[134].
- Месавлий. С Итаки, раб Евмея[135].
- Опс. Сын Певсенора, отец Евриклеи[136].
- Певсенор. Дед Евриклеи[137].
- Филетий.
- Филотий. См. Филетий.

См. также:
- Ахеменид (сын Адамаста). Спутник Одиссея, спасен Энеем.

## Кефалления (Сама)
- Агелай. С Самы. Жених Пенелопы[15].
- Антисфен (Антистен). С Самы. Жених Пенелопы[15].
- Архемол. С Самы. Жених Пенелопы[15].
- Гиперенор. С Самы. Жених Пенелопы[15].
- Гипподох. С Самы. Жених Пенелопы[15].
- Евмел. С Самы. Жених Пенелопы[15].
- Евристрат. С Самы. Жених Пенелопы[15].
- Икадий. По версии, отец Пенелопы, с Кефаллении[138].
- Итак. С Самы. Жених Пенелопы[15].
- Итан. С Самы. Жених Пенелопы[15].
- Кербер. С Самы. Жених Пенелопы[15].
- Кинн. С Самы. Жених Пенелопы[15].
- Клитий. С Самы, жених Пенелопы[15].
- Ктесипп. С Самы, жених Пенелопы[139]. Сын Полиферса[140]. Ранил Евмея, убит Филотием[141].
- Ктимена. Младшая сестра Одиссея, выдана замуж в Самос (то есть Кефаллению)[142].
- Лафрия. Так прозвали Бритомартиду на Кефаллении и воздвигли ей святилище[143].
- Лиамм. С Самы. Жених Пенелопы[15].
- Ликет. С Самы. Жених Пенелопы[15].
- Перимед. С Самы. Жених Пенелопы[15].
- Писандр[144]. С Самы. Сын Поликтора. Жених Пенелопы[145]. Убит Филотием[146].
- Писенор. С Самы. Жених Пенелопы[15].
- Полиферс. С Самы, отец Ктесиппа[140].
- Профой. С Самы. Жених Пенелопы[15].
- Триас. С Самы. Жених Пенелопы[15].
- Ферет. С Самы. Жених Пенелопы[15].
- Элат. С Самы. Жених Пенелопы[15].
- Этеоней. С Самы. Жених Пенелопы[15].

Итого 22 жениха.

## Дулихий
- Агенор с Дулихия. Жених Пенелопы[147].
- Агерох. С Дулихия. Жених Пенелопы[147].
- Агий. С Дулихия. Жених Пенелопы[147].
- Агрий. С Дулихия. Жених Пенелопы[147].
- Акамант. С Дулихия. Жених Пенелопы[147].
- Акарнан. С Дулихия. Жених Пенелопы[147].
- Акаст. Царь Дулихия[148].
- Амфимах. Из Дулихия, жених Пенелопы[147].
- Амфином.
- Андремон. С Дулихия. Жених Пенелопы[147].
- Антигон. С Дулихия. Жених Пенелопы[147].
- Антимах. С Дулихия. Жених Пенелопы[147].
- Аргий. С Дулихия. Жених Пенелопы[147].
- Арет. Сын Посейдона, отец Ниса[149].
- Астилох. С Дулихия. Жених Пенелопы[147].
- Биант[150]. С Дулихия. Жених Пенелопы[147].
- Гелланик. С Дулихия. Жених Пенелопы[147].
- Главк. С Дулихия. Жених Пенелопы[147].
- Дамастор. С Дулихия. Жених Пенелопы[147].
- Демоптолем (Димоптолем). С Дулихия. Жених Пенелопы[151]. Убит Одиссеем[152]. en:Demoptolemus
- Диопит. С Дулихия. Жених Пенелопы[147].
- Евенор. Из Дулихия, участник Троянской войны. Убит Парисом[153].
- Евенорид. С Дулихия, жених Пенелопы[147].
- Евриал. С Дулихия, жених Пенелопы[147].
- Еврипил. С Дулихия. Жених Пенелопы[147].
- Евстиоха (+Эвстиоха+). Жена Филея, мать Мегета[154].
- Ифидамант. С Дулихия. Жених Пенелопы[147].
- Калидоней. С Дулихия. Жених Пенелопы[147].
- Кераос. С Дулихия. Жених Пенелопы[147].
- Кикн[155]. С Дулихия. Жених Пенелопы[147].
- Клеолай. Воин Мегета, убит Парисом[156].
- Климен. Из Дулихия, жених Пенелопы[147].
- Клитий. С Дулихия, жених Пенелопы[147].
- Ктесий. С Дулихия. Жених Пенелопы[147].
- Ламас. С Дулихия. Жених Пенелопы[147].
- Лесторид. С Дулихия. Жених Пенелопы[147].
- Марпсий. С Дулихия. Жених Пенелопы[147].
- Мегасфен (Мегастен). С Дулихия. Жених Пенелопы[147].
- Мегет (сын Филея).
- Медонт. С Дулихия. Жених Пенелопы[157].
- Мекистей. С Дулихия. Жених Пенелопы[147].
- Менептолем. С Дулихия. Жених Пенелопы[147].
- Мулий (Мулион)[158]. Глашатай с Дулихия. Слуга Амфинома[159].
- Никомах. С Дулихия. Жених Пенелопы[147].
- Нис[160]. Сын Арета[161]. Отец Амфинома[162]. Царь острова Дулихий.
- Ормений. С Дулихия. Жених Пенелопы[147].
- Парал. С Дулихия. Жених Пенелопы[147].
- Перифрон. С Дулихия. Жених Пенелопы[147].
- Пилемен. С Дулихия. Жених Пенелопы[147].
- Полиид. С Дулихия. Жених Пенелопы[147].
- Полипет. С Дулихия. Жених Пенелопы[147].
- Пром. С Дулихия. Жених Пенелопы[147].
- Псерас. С Дулихия. Жених Пенелопы[147].
- Птерел. Сын Деионея. В него был влюблен Кефал и бросился с левкадской скалы[163].
- Птолемей. С Дулихия. Жених Пенелопы[147].
- Схедий. С Дулихия. Жених Пенелопы[147].
- Телмий. С Дулихия. Жених Пенелопы[147].
- Ферсилох (Терсилох). С Дулихия. Жених Пенелопы[147].
- Филодем. С Дулихия. Жених Пенелопы[147].
- Фоант. С Дулихия. Жених Пенелопы[147].
- Фрасимед. С Дулихия. Жених Пенелопы[147].
- Эхион. С Дулихия. Жених Пенелопы[147].

Итого 53 жениха.
- Филей (сын Авгия). Поселился на Дулихии.

## Тафии и телебои
- Анхиал (Ἀγχίᾰλος). Царь, отец Ментеса. Дал Одиссею яд для стрел[164].
- Антиох. Сын Птерелая. Убит в бою с сыновьями Электриона[165].
- Гелон. Правил телебоями в царстве Капрейском. От нимфы Себета сын Обал[166].
- Гиппофоя (Гиппотоя). Дочь Местора и Лисидики. Её похитил Посейдон и перенес на Эхинадские острова. Она родила Тафия[165].
- Евер. Сын Птерелая. Уцелел в битве его братьев с сыновьями Электриона, так как стоял на страже у кораблей[167].
- Комефо (Комайто). Дочь Птерелая. Влюбилась в Амфитриона и вырвала у отца золотой волос, тот умер. Когда Амфитрион покорил острова, он убил Комефо[168].
- Ментес. Предводитель тафийцев[169]. Его облик принимает Афина[170], затем невидимо улетает птицей[171]. Сын Анхилая[172].
- Местор. Сын Птерелая. Убит в бою с сыновьями Электриона[165].
- Птерелай.
- Тафий. Сын Посейдона и Гиппофои. Колонизовал остров Тафос и назвал народ телебоями. Отец Птерелая[167]. Тафий
- Телебой. Внук Лелега по дочери. У него 22 сына, причем некоторые обосновались в Левкаде[173].
- Тиранн. Сын Птерелая. Убит в бою с сыновьями Электриона[165].
- Херсидамант. Сын Птерелая. Убит в бою с сыновьями Электриона[165].
- Хромий. Сын Птерелая. Убит в бою с сыновьями Электриона[165].
- Элей. Сын Персея и Андромеды. Из аргосского Гелоса. Союзник Амфитриона в походе на телебоев. Поселился на островах, назвав город своим именем[16].

## Родина точно неизвестна
- Евриад. Жених Пенелопы. Убит Телемахом[146].
- Евридамант[131]. Жених Пенелопы[174]. Убит Одиссеем[175].
- Леод (Леодей). Жених Пенелопы. Жертвогадатель. Неудачно пытался натянуть лук[176]. Убит Одиссеем, которого молил о пощаде[177].
- Леокрит. Сын Эйвенора. Жених Пенелопы[178]. Убит Телемахом[179].
- Полит. Жених Пенелопы[180].
- Эйвенор (Эвенор). Отец Леокрита[178].

В «Одиссее» Гомер называет по именам 15 женихов Пенелопы, это: Агелай, Амфимедонт, Антиной, Евримах, Еврином с Итаки, Ктесипп и Писандр с Самы, Амфином и Демоптолем с Дулихия. Евриад, Евридамант, Леод, Леокрит, Полиб и Полит неясно откуда. После того, как в начале XXII песни убиты Антиной, Евримах и Амфином, остаются 12 женихов, которым Меланфий приносит доспехи (XXII 144). Таким образом, здесь счёт сходится.
В «Одиссее» XVI 247—251 указано, что прибыло 52 жениха с Дулихия, 20 с Закинфа, 24 с Зама, 12 с Итаки, итого 108.
Согласно неизвестному источнику, приведенному у Псевдо-Аполлодора, с Дулихия прибыло 57 женихов, с Самы 23, с Закинфа 44, с Итаки 12, итого 136. В рукописи ряд имен утерян, известно 129.